# ليونيل جيفارا
ليونيل جيفارا (بالإسبانية: Leonel Guevara)‏ (7 أكتوبر 1983 في السلفادور - ) هو لاعب كرة قدم سلفادوري في مركز الدفاع. شارك مع منتخب السلفادور لكرة القدم. أما مع النوادي، فقد لعب مع C.D. Vista Hermosa ‏ وC.D. Atlético Chaparratique ‏ وC.D. Dragón ‏ وC.D. UDET ‏ ونادي جامعة  السلفادور ‏ وUniversidad Gerardo Barrios ‏ وC.S. Ciclón del Golfo ‏ ونادي أكويلا.

## وصلات خارجية
- ليونيل جيفارا على موقع قاعدة بيانات كرة القدم.إي يو (الإنجليزية)
- ليونيل جيفارا على موقع ناشيونال فوتبول تيمز (الإنجليزية)
- ليونيل جيفارا على موقع Soccerway.com (الإنجليزية)